# Éric Bernard (attore)
Éric-Pierre Alain Ludovic Joël Bernard (Parigi, 18 aprile 1982) è un attore francese.

## Biografia
Nel 2011 è entrato a far parte dell'Atelier International de Théâtre di Blanche Salant e Paul Weaver.  Dopo aver debuttato in televisione con Éric Métayer, in un episodio della serie Les Monos nel 2003 di Christian Rauth e Daniel Rialet in onda su France 2, continua i ruoli sul piccolo schermo con Charlotte de Turckheim, Astrid Veillon e Yves Rénier.
Nel 2018 ha recitato nelle serie televisive Candice Renoir, diretta da Raphaël Lenglet, e Sulle tracce del crimine (Section de recherches) trasmessa su TF1 e diretta da Christophe Pidoux. 
Ha recitato anche in numerosi film, tra cui: Voie rapide di Christophe Sahr (2011), con Johan Libereau e Christa Théret, e in particolare 11.6 (2012) di Philippe Godeau, con François Cluzet, Boulie Lanners, Corinne Masiero e Karim Leklou.
Nel 2018 è stato scelto da Camille Vidal-Naquet per recitare  Sauvage, al fianco del protagonista Félix Maritaud. Nel lungometraggio interpreta il personaggio di Ahd, il prostituto di cui il protagonista si innamorerà. La pellicola dedicata al mondo della prostituzione maschile ha debuttato al Festival di Cannes 2018, dove è stato selezionato nella sezione Settimana della critica.
Ha collaborato con Louis-Charles Sirjaq e Philippe Bénard nella sceneggiatura del film Nourredine.

## Filmografia

### Cinéma
- Voie rapide, regia di Christophe Sahr (2011)
- 11,6, regia di Philippe Godeau (2013)

- Sauvage, regia di Camille Vidal-Naquet (2018)

### Cortometraggi e mediometraggi
- Contact, regia di Christophe Rodriguez (2008)
- Chasse à l'homme, regia di Stéphane Olijnyk (2010)
- Sauve-toi, regia di Thierry Benamari (2012)

### Televisione
- Les Monos - Serie TV (2002)
- Quai n°1 - Serie TV (2003)
- Madame le Proviseur - Serie TV (2003-2004)
- Diane, uno sbirro in famiglia (Diane, femme flic) - Serie TV (2006)
- Il commissario Moulin (Commissaire Moulin) - Serie TV (2007)
- Sulle tracce del crimine  (Section de recherches) - Serie TV (2017)
- Candice Renoir - Serie TV (2018)